# Abraxas calypta
Abraxas calypta är en fjärilsart som beskrevs av Eugen Wehrli 1935. Abraxas calypta ingår i släktet Abraxas och familjen mätare. Inga underarter finns listade i Catalogue of Life.